# Wings Over the World
Wings Over the World è un film documentario televisivo del 1979 con protagonista la band britannica dei Wings guidata da Paul McCartney.

## Trama
Il film consiste principalmente di immagini del tour mondiale 1975-'76 dei Wings, comprese alcune scene dietro le quinte. È incluso anche un frammento delle prove alla Institute of Contemporary Arts di Londra prima del loro tour universitario del 1972 e alcuni filmati privati della famiglia McCartney.

## Distribuzione
Alcuni problemi con l'audio delle performance del 1976 fecero ritardare la sua messa in onda fino al 16 marzo 1979 negli Stati Uniti (sulla CBS TV) e l'8 aprile 1979 nel Regno Unito (sulla BBC 2), quando due componenti della band, Jimmy McCulloch e Joe English, erano stati rimpiazzati rispettivamente da Laurence Juber e Steve Holley.
Venne inoltre trasmesso in TV nell'allora Germania Ovest il 2 dicembre 1979 con il titolo "Rockpalast: Wings over the World" in una versione ridotta a 45 minuti.
Nel 2013 è stato pubblicato integralmente in DVD incluso nella versione 'deluxe' dell'album dal vivo Wings over America.